# Léon Castanet
Pour les articles homonymes, voir Castanet.
Léon Castanet est un homme politique français, né le 22 mars 1884 à Alès et mort le 19 septembre 1961 à Nîmes.

## Biographie
Fils de Félix Castanet, instituteur de profession, Léon Pierre Castanet enseigne à Bessèges, Saint-André-de-Majencoules, Saint-Christol-lès-Alès et Alès. Il s'illustre durant la Première Guerre mondiale. Souhaitant quitter l'éducation, il est élu député du Gard en 1928, au second tour et face au communiste Auguste Béchard.
Il est réélu en 1932 mais est battu au renouvellement de 1936. Son adversaire Auguste Béchard lui succède.
Durant la Seconde Guerre mondiale, il est opposant virulent du Régime de Vichy. À la Libération, il est membre du Comité local d'Aigremont puis est élu maire le 6 mai 1945. Il devient conseiller général en 1949. De 1951 à 1957, il administre la Commission départementale. Sa carrière culmine en 1957 lorsqu’il est élu président du conseil général du Gard.
Il se retire de la vie politique en juin 1961 et obtient alors le titre de Président d'honneur du Conseil général. Il meurt le 19 septembre 1961, à l'âge de 77 ans.
Sa fille Arlette a épousé son successeur au conseil général et à la mairie d'Aigremont, Francis Perrigot,.

## Fonctions
- Député SFIO du Gard (1928-1936)
- Maire d'Aigremont (1945-1961)
- Conseiller général du canton de Lédignan (1949-1961)
- Président de la Commission départementale (1951-1957)
- Président du conseil général du Gard (1957-1961)

## Décoration
- Officier de la Légion d'honneur - Palmes Académiques

### Sources
- « Léon Castanet », dans le Dictionnaire des parlementaires français (1889-1940), sous la direction de Jean Jolly, PUF, 1960 [détail de l’édition]